# Bundestagswahl

Ergebnisse der Bundestagswahlen und anschließend gebildete Regierungen

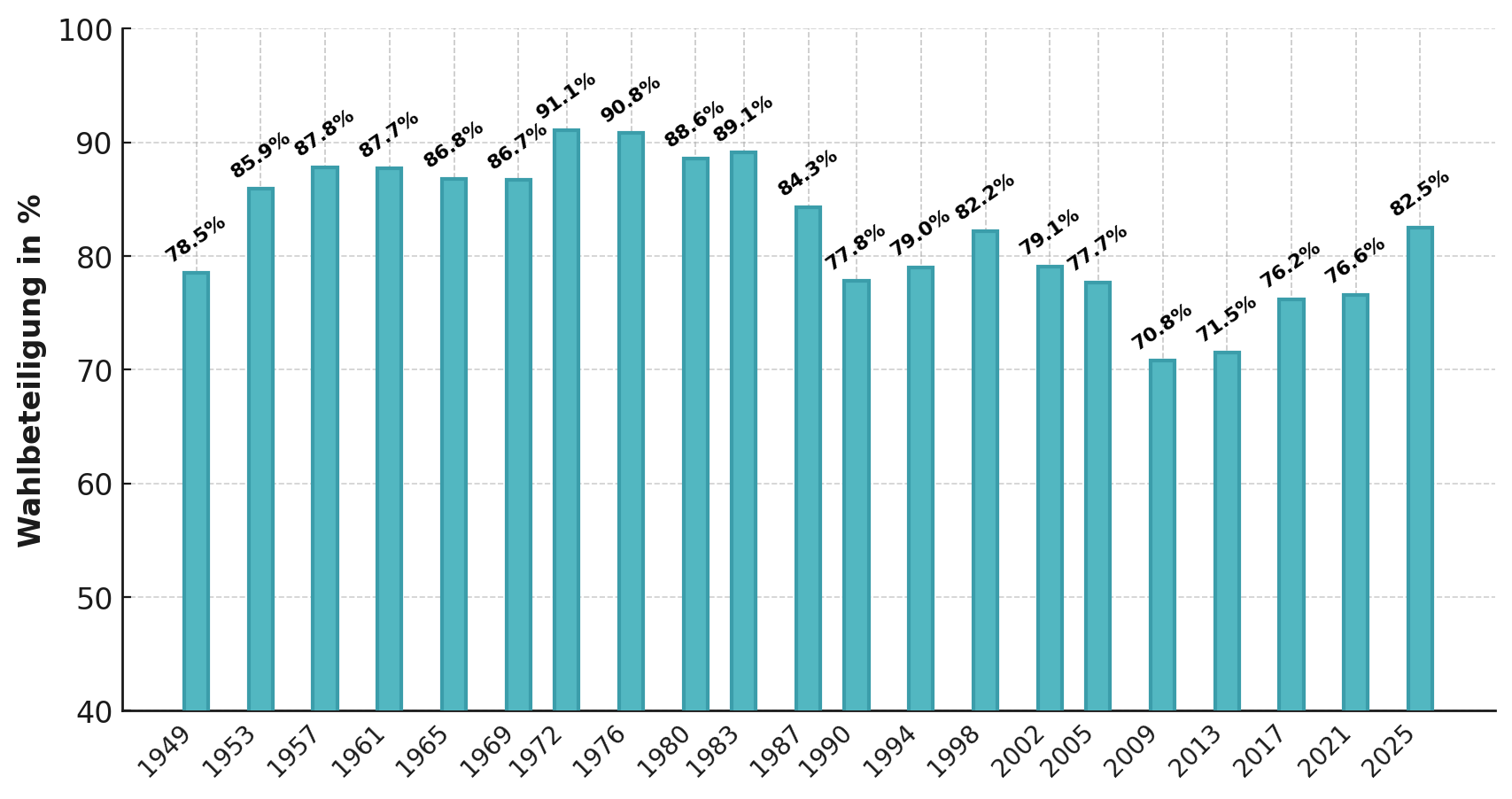
Beteiligungen bei deutschen Bundestagswahlen

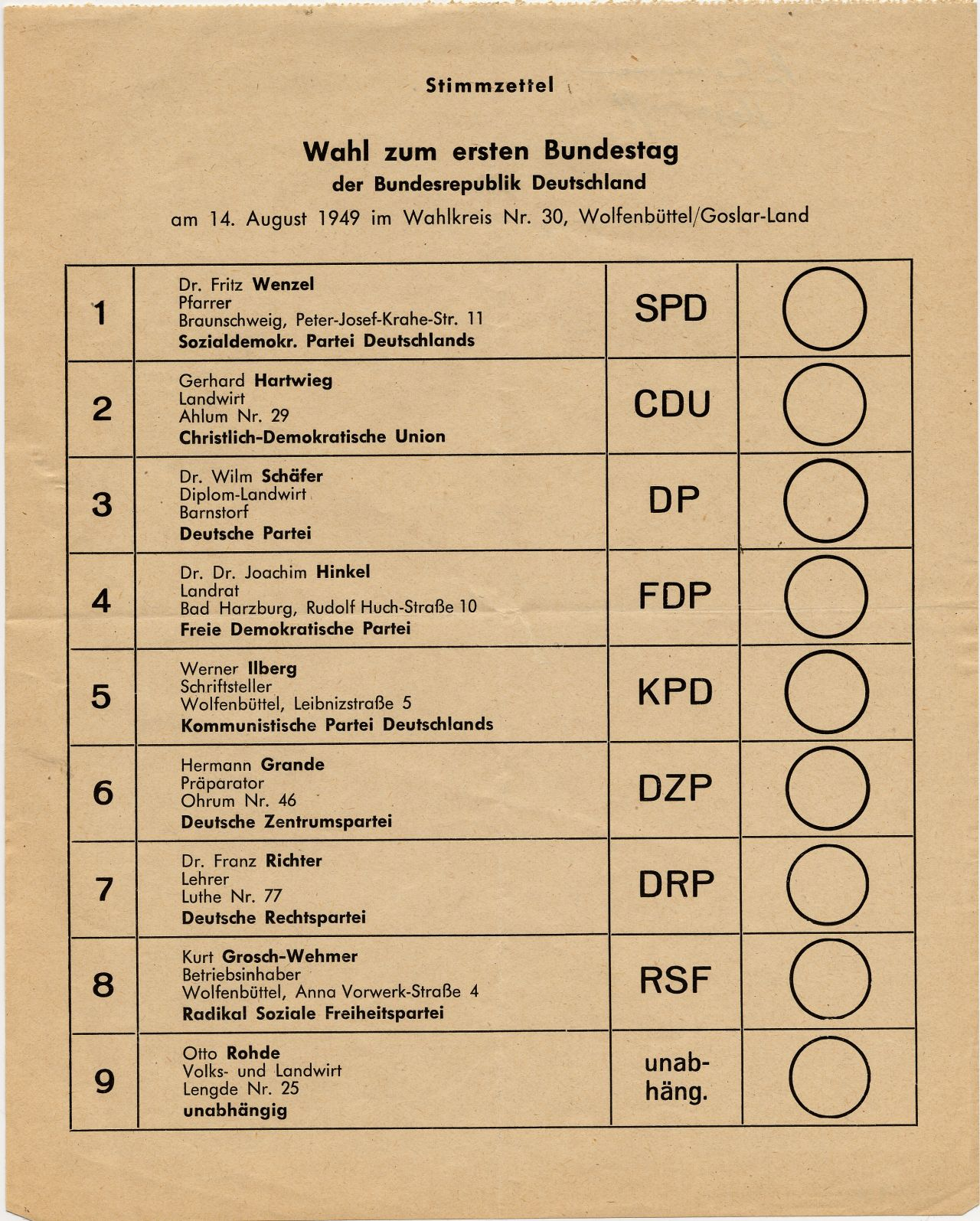
Stimmzettel bei der ersten Bundestagswahl 1949

Die Bundestagswahl dient der Bestimmung der Abgeordneten des Deutschen Bundestages. Sie findet nach Art. 39 des Grundgesetzes grundsätzlich alle vier Jahre statt; die Wahlperiode kann sich jedoch im Falle der Auflösung des Bundestages verkürzen (Art. 63 und Art. 68 GG) oder im Verteidigungsfall verlängern (Art. 115h GG). Der Termin einer Bundestagswahl wird vom Bundespräsidenten in Absprache mit der Bundesregierung und den Ländern festgelegt.
Das Bundestagswahlrecht, das im Bundeswahlgesetz festgelegt ist, beruht auf dem Prinzip der personalisierten Verhältniswahl mit einer Fünfprozenthürde. Die Anzahl der Abgeordneten beträgt derzeit 733 (ab der nächsten Wahl 630) Abgeordnete.
Die letzte Wahl fand am 23. Februar 2025 als vorgezogene Neuwahl statt, die nächste wird voraussichtlich zwischen Januar und März 2029 durchgeführt.

## Allgemeines

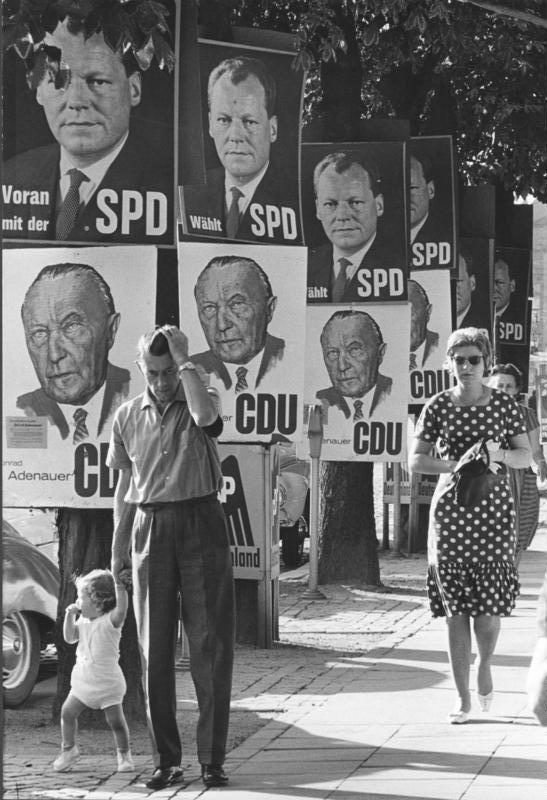
Wahlplakate während des Bundestagswahlkampfs 1961

In Art. 38 Abs. 1 Satz 1 Grundgesetz ist festgelegt, dass die Bundestagswahlen „allgemein, frei, unmittelbar, gleich und geheim“ sein müssen.
- Allgemeinheit der Wahl bedeutet, dass jeder Staatsbürger ab Volljährigkeit unabhängig von Herkunft, Religionszugehörigkeit, politischer Anschauung oder Geschlecht das Recht hat, zu wählen und gewählt zu werden.
- Freiheit der Wahl bedeutet, dass der Wähler in einem freien Prozess der Meinungsbildung zu seiner Entscheidung kommen soll und diese unverfälscht zum Ausdruck bringen kann. Des Weiteren bedeutet „Freiheit der Wahl“, dass jeder Wahlberechtigte frei entscheiden kann, ob er überhaupt zur Wahl geht. In Deutschland besteht also keine Wahlpflicht, anders als beispielsweise in Belgien.
- Unmittelbarkeit bedeutet, dass das wahlberechtigte Volk seine Vertreter direkt wählt und nicht durch Wahlmänner vertreten wird, wie zum Beispiel bei der Wahl des Bundespräsidenten, der von der Bundesversammlung gewählt wird.
- Gleichheit bedeutet nach ständiger Rechtsprechung des Bundesverfassungsgerichts (BVerfG) für das bestehende Bundestagswahlrecht, „dass alle Staatsbürger das aktive und passive Wahlrecht in formal möglichst gleicher Weise ausüben können und die Stimmen der Wahlberechtigten beim Verhältniswahlsystem nicht nur den gleichen Zählwert, sondern grundsätzlich auch den gleichen Erfolgswert haben.“[5] Darum dürfen Zähl- und Erfolgswert nicht abhängig sein von Besitz, Einkommen, Steuerleistung, Bildung, Religion, Rasse, Geschlecht, politischer Einstellung oder durch zu unterschiedlich große Wahlkreise.
- Geheim muss eine Wahl sein, damit die Freiheit der Entscheidung gewährleistet wird. Also muss sichergestellt werden, dass niemand von der Entscheidung eines bestimmten Wählers Kenntnis nehmen kann.

### Wahlberechtigung
Nach Art. 38 Abs. 3 GG regelt ein Bundesgesetz alles Nähere zur Wahl. Dieses ist das Bundeswahlgesetz (BWahlG). Danach dürfen alle Wahlberechtigten wählen (aktives Wahlrecht) und auch gewählt werden (passives Wahlrecht). Wahlberechtigt sind laut Art. 38 Abs. 2 GG alle, die im Sinne des Art. 116 Abs. 1 GG Deutsche sind und am Wahltag das 18. Lebensjahr vollendet haben. Dabei kann man als Kandidat einer Partei – auch ohne Parteimitglied zu sein – im Wahlkreis oder auf der Landesliste kandidieren oder aber als unabhängiger Kandidat im Wahlkreis antreten.
Auslandsdeutsche sind wahlberechtigt, die nach Vollendung des 14. Lebensjahres mindestens drei Monate ununterbrochen in Deutschland gelebt haben und seit dem Wegzug nicht mehr als 25 Jahre vergangen sind. Andere Auslandsdeutsche dürfen nur dann wählen, wenn sie „aus anderen Gründen persönlich und unmittelbar Vertrautheit mit den politischen Verhältnissen in der Bundesrepublik Deutschland erworben haben und von ihnen betroffen sind“.

## Vor der Wahl

### Zulassung zur Wahl
Bei der Bundestagswahl werden einerseits Direktkandidaten vor Ort gewählt, welche ihren Wahlkreis auf Bundesebene vertreten, andererseits Parteien, die über Landeslisten in ihrem jeweiligen Bundesland wählbar sind.
Gemäß § 27 BWahlG müssen bei Wahlen zum Deutschen Bundestag Parteien, die nicht bereits (aufgrund eigener Wahlvorschläge) im Bundestag oder in einem Landesparlament ununterbrochen mit mindestens fünf Abgeordneten vertreten sind, sowie Einzelbewerber Unterstützungsunterschriften sammeln, um an der Bundestagswahl teilnehmen zu können.
In jedem Bundesland, in dem die Partei mit einer eigenen Landesliste antreten möchte, benötigt sie die Unterschriften von 0,1 % der Anzahl der Wahlberechtigten bei der letzten Bundestagswahl oder von 2.000 Wahlberechtigten, je nachdem welche Zahl niedriger ist. Für die Einreichung eines Kreiswahlvorschlages sind 200 Unterschriften von Wahlberechtigten des Wahlkreises erforderlich (§ 20 Abs. 2 und 3 BWahlG).

### Aufstellung der Kandidaten
Für die Wahl der Direktkandidaten halten die Parteien lokale Kreisparteitage ab, für die jedoch teils besondere Regelungen gelten: So sind etwa nur Mitglieder abstimmungsberechtigt, die ihren Wohnsitz im Wahlkreis haben und selbst dort wahlberechtigt sind.
In jedem Bundesland stehen eigene Parteilisten zu Wahl. Diese werden auf eigenen Landesparteitagen („Vertreterversammlungen“) aufgestellt, wobei die Reihung der aussichtsreichsten Kandidaten meist in Einzelwahl pro Listenplatz erfolgt und nur die hinteren Listenplätze in gemeinsamer Blockwahl gewählt werden. Meist spielt bei der Reihenfolge ein gewisser Regionalproporz, bei einigen Parteien darüber hinaus auch Quotenregelungen (wie eine Frauenquote) eine Rolle.

#### Kanzlerkandidaten
Bei der Bundestagswahl wird nicht der Bundeskanzler gewählt, sondern die Abgeordneten. Dennoch hat sich die inoffizielle, im Grundgesetz oder Bundeswahlgesetz nicht vorgesehene Benennung eines Kanzlerkandidaten vor der Bundestagswahl in der politischen Praxis herausgebildet. Bisher legte die oppositionelle Volkspartei diese Personalie vor Beginn des Wahlkampfes fest, für die regierende Partei trat bisher meist der amtierende Bundeskanzler als Kanzlerkandidat an. Die kleineren Parteien ernennen meist prominente „Spitzenkandidaten“. Diese werden in der Regel durch einen Bundesparteitag gewählt, auf dem auch das Bundestagswahlprogramm beschlossen wird.
Der Kanzlerkandidat unternimmt oft vor dem Wahlkampf Auslandsreisen in die USA, nach Frankreich, Großbritannien, Israel, Russland und in das Land des EU-Ratsvorsitzenden. Bezüglich der Reise in die USA finden in der deutschen Öffentlichkeit die sogenannten „Presidential minutes“ Aufmerksamkeit. Dies ist der Zeitraum, den sich der amerikanische Präsident Zeit für das Gespräch mit dem Kanzlerkandidaten nimmt, was gleichzeitig als Hinweis darauf gewertet wird, für wie wahrscheinlich der US-amerikanische Präsident einen Regierungswechsel hält.
Es gibt kein festgeschriebenes Verfahren zur Aufstellung des Kanzlerkandidaten. Vor der Nominierung findet das Thema als sogenannte „K-Frage“ eine starke öffentliche Beachtung. 
- Der Auswahlprozess bei CDU und CSU wird von der Grundkonstellation zweier eigenständiger Schwesterparteien bestimmt. So kam es 1979 zu einer Kampfabstimmung in der gemeinsamen Bundestagsfraktion zwischen dem niedersächsischen Ministerpräsidenten Ernst Albrecht und dem bayerischen Ministerpräsidenten Franz Josef Strauß über die Kanzlerkandidatur für die Bundestagswahl 1980. In der Regel einigen sich die Spitzen beider Parteien jedoch informell im Vorfeld der Wahl.
- Die kleinen im Bundestag vertretenen Parteien stellen mit der Ausnahme 2002 (Guido Westerwelle, FDP), 2021 (Annalena Baerbock, Bündnis 90/Die Grünen) und 2025 (Robert Habeck, Grüne; Alice Weidel, AfD) keinen Kanzlerkandidaten, sondern lediglich einen oder zwei Spitzenkandidaten auf. Vereinzelt stellen auch Splitterparteien eigene Kanzlerkandidaten auf.
- Während Helmut Kohl (CDU) und Erich Ollenhauer (SPD) nach einer und Willy Brandt (SPD) sogar nach zwei fehlgeschlagenen Kandidaturen noch ein weiteres Mal antraten, trat nach 1983 kein erfolgloser Bewerber ein zweites Mal als Spitzenkandidat an.

Von den 22 Kanzlerkandidaten waren 17 im Laufe ihrer Karriere gewählte Vorsitzende ihrer Parteien, zwei weitere, Johannes Rau und Frank-Walter Steinmeier, waren dies nur kommissarisch. Lediglich Helmut Schmidt, Peer Steinbrück und Olaf Scholz waren nie Parteivorsitzende. Vierzehn Kanzlerkandidaten waren im Laufe ihrer Karriere als Bundesminister tätig, elf als Regierungschefs eines Bundeslandes. Zum Zeitpunkt der Kandidaturen traten auf Oppositionsseite viermal der bzw. die Vorsitzende der jeweiligen Bundestagsfraktion, neunmal der amtierende Regierungschef eines Bundeslandes und zweimal ein amtierender Bundesminister an.

### Wahlkampf und Entscheidungshilfen
Den Wahlkampf vor Ort organisieren meist die Wahlkreiskandidaten selbst, die dabei (etwa beim Plakatieren) von ihren lokalen Parteigliederungen und ehrenamtlichen Helfern unterstützt werden. Darüber hinaus gibt es in der Regel eine bundesweite Wahlkampagne, welche von den Bundesparteien vorgegeben wird.
Der Bundestagswahlkampf wird im Zuge seiner Entwicklung hin zum Medienwahlkampf immer stärker auf die Wähler am Fernseher und im Internet zugeschnitten, da mit ihm mehr Menschen erreicht werden können als mit dem Straßenwahlkampf, der dennoch weiterhin fortgeführt wird. Plakate mit den Spitzenkandidaten und Fernsehwerbung sollen die Bürger von der Wahl einer bestimmten Partei überzeugen. Diese Wahlwerbung auf Plakaten und an Ständen in der Innenstadt hat entsprechend einer Studie der Stiftung für Zukunftsfragen ihre Bedeutung beim Bundestagswahlkampf 2013 nahezu völlig verloren und spielt bei der Wahlentscheidung keine Rolle mehr.
Neben Plakaten dienen als Entscheidungshilfen zur Wahl etwa im Fernsehen die vielfältigen Diskussionen mit Spitzenkandidaten der Regierungs- und Oppositionsparteien. In den Printmedien werden häufig auch Kurzzusammenfassungen der jeweiligen Parteiprogramme angeboten. Gleiches gilt für den „Wahl-O-Mat“, der dem Bürger anhand von ausgewählten Thesen eine Entscheidungshilfe geben möchte. Sowohl die Kurzzusammenfassungen als auch die Website des Wahl-O-Mats ersparen dem Wähler die Lektüre der Wahlprogramme aller Parteien. Des Weiteren gibt es die Möglichkeit, auf diversen Internetseiten Abgeordneten Fragen zu stellen.

## Ablauf

### Wahltermin
Die Vorschriften in Art. 39 Abs. 1 und 2 Grundgesetz über die Wahl des Deutschen Bundestages lauten in der Fassung des Grundgesetzes vom 16. Juli 1998 (BGBl. I S. 1822), das erstmals zur Bundestagswahl 2002 Anwendung fand:
(1) Der Bundestag wird vorbehaltlich der nachfolgenden Bestimmungen auf vier Jahre gewählt. Seine Wahlperiode endet mit dem Zusammentritt eines neuen Bundestages. Die Neuwahl findet frühestens sechsundvierzig, spätestens achtundvierzig Monate nach Beginn der Wahlperiode statt. Im Falle einer Auflösung des Bundestages findet die Neuwahl innerhalb von sechzig Tagen statt.
(2) Der Bundestag tritt spätestens am dreißigsten Tage nach der Wahl zusammen.
Die allererste Bundestagswahl 1949 fand am 14. August 1949 statt, mitten im Sommer nach dem „wohl härtesten Wahlkampf“, danach folgten 1953 bis 1969 fünf Wahltermine Ende September; dies erlaubt nach Ferienzeit und Ernte die Teilnahme aller Bürger bei Wahlkampfveranstaltungen mit mildem Wetter und Helligkeit, vor Beginn von Wehrdienst, Herbstsemestern u. Ä. im Oktober. Nach vorgezogenen Neuwahlen 1972 und 1983 wurden die Wahltermine wieder unter Ausnutzung des zweimonatigen Spielraumes sukzessive Richtung Anfang Oktober geschoben, von 1998 bis einschließlich 2021 wurde sieben Mal Ende September der Bundestag gewählt, auch bei der vorgezogenen Neuwahl 2005.

### Wahlgegenstand

Verhältniswahl bei der Wahl zum Bundestag

Gewählt werden nur die Mitglieder des Bundestages. Es gibt zwei Möglichkeiten, ein Bundestagsmandat zu erhalten:
Erststimme
Die erste ist die Direktkandidatur in einem der derzeit 299 Wahlkreise. Jeder Deutsche über 18 Jahren kann sich zur Wahl als Bundestagsabgeordneter stellen. Meistens sind dies Mitglieder von Parteien, es können aber auch Personen gewählt werden, die keiner Partei angehören. Derjenige, der die meisten Erststimmen eines Wahlkreises auf sich vereint, zieht als gewählter Direktkandidat in den Bundestag. Dadurch ist jeder Wahlkreis mit einem Direktmandat im Bundestag vertreten.
Zweitstimme
Die zweite Möglichkeit bietet der Einzug über die Landeslisten der Parteien. Mit der Zweitstimme wird der Anteil an Sitzen der Parteien im Parlament bestimmt; wenn eine Partei bundesweit mindestens 5 % der Zweitstimmen oder mindestens 3 Direktmandate erhält (Sperrklausel), kommen genau so viele Kandidaten in den Bundestag, wie dies dem Anteil an Stimmen unter allen Parteien entspricht, die die eben genannte Fünf-Prozent-Hürde oder Grundmandatsklausel überschritten haben. Dabei setzen sich die Abgeordneten aus den gewählten Direktkandidaten der Partei und, sofern der Anteil noch nicht ausgeschöpft ist, einigen Landeslistenkandidaten zusammen. Erringt eine Partei mehr Direktmandate, als sie nach der prozentualen Berechnung erhalten dürfte, durfte sie diese bis zur 20. Wahlperiode als Überhangmandate behalten; allerdings entsendete sie in diesem Falle keine Listenkandidaten ins Parlament. Seit Änderung des Bundeswahlgesetzes 2024 fallen die Überhangsmandate jedoch weg: Gewinnt eine Partei mehr Wahlkreise als ihr nach Zweitstimmen an Abgeordneten zustehen, darf sie künftig nur mehr ihre bestplatzierten Wahlkreissieger in den Bundestag entsenden. Dieses Verfahren nennt sich Zweitstimmendeckung und wurde vom Bundesverfassungsgericht bestätigt. Diese Änderung sollen zum ersten Mal bei der Wahl des 21. Bundestages Anwendung finden.
Ein Direktkandidat kann zusätzlich auf der Landesliste seiner Partei eingetragen werden, um ohne Wahlkreisgewinn dennoch ins Parlament zu gelangen. Die genannten Sperrklauseln sollen eine Zersplitterung des Parlaments verhindern; allerdings sind Parteien nationaler Minderheiten, derzeit nur der SSW, davon nicht betroffen.
Das komplizierte System, die Sitzvergabe nicht über eine bundesweite Liste, sondern über Landeslisten zu ermitteln, jeweils aber das bundesweite Ergebnis und nicht das Landesergebnis als maßgebliche Größe anzusetzen, führte zum Problem eines „negativen Stimmgewichts“. Das Bundesverfassungsgericht hatte diesen Effekt für verfassungswidrig erklärt und dem Gesetzgeber aufgetragen, die Regelung spätestens bis zum 30. Juni 2011 neu zu fassen, was aber erst am 9. Mai 2013 geschehen ist.

### Wahlverfahren

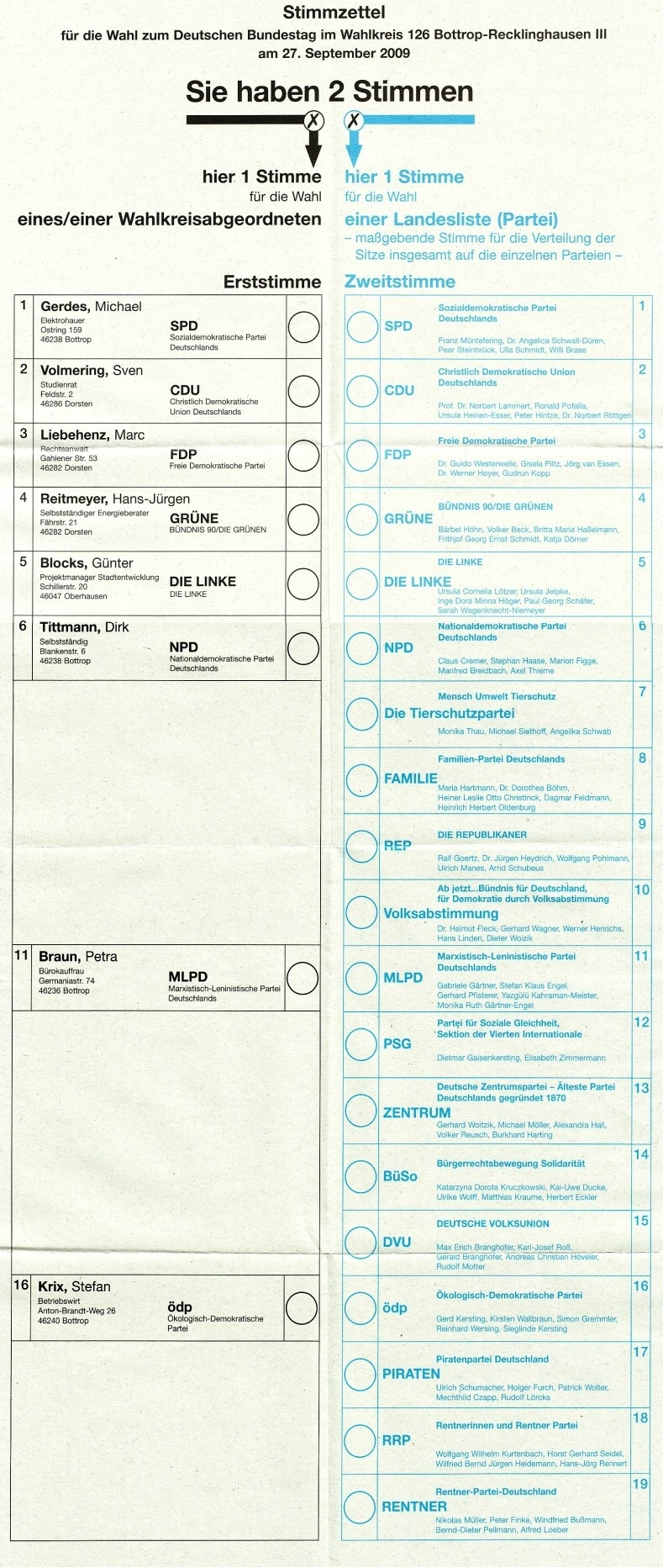
Stimmzettel des Wahlkreises 126 für die Wahl zum 17. Bundestag

Für die Wahl bekommen alle wahlberechtigten Bürger per Post eine Wahlbenachrichtigung, in der der Ort ihres Wahllokals und der Zeitpunkt der Wahl genannt wird. In Deutschland gibt es keine Wahlpflicht wie in einigen anderen Staaten. Im Wahllokal weisen sich die meisten Wähler nur durch ihre Wahlbenachrichtigung aus. Ohne Wahlbenachrichtigung oder bei Zweifeln an der Identität wird der Wähler zugelassen, wenn er sich mit einem amtlichen Lichtbildausweis wie beispielsweise Personalausweis, Reisepass, Führerschein oder Gesundheitskarte ausweisen kann oder einem Mitglied des Wahlvorstands persönlich bekannt ist. Die Wahlhelfer teilen die amtlichen Wahldokumente (Stimmzettel) aus. Auf dem Stimmzettel kreuzt der Wähler in einer Wahlkabine, sodass niemand es sehen kann, den gewünschten Direktkandidaten (Erststimme) und die gewünschte politische Partei oder Vereinigung an (Zweitstimme). Menschen, die nicht lesen können oder körperlich beeinträchtigt sind, können sich einer Hilfsperson bedienen. Danach geht der Wähler mit den Dokumenten zum Tisch seines Wahlbezirks, und ein Wahlhelfer hakt nach der Identitätsfeststellung die betreffende Person im Wählerverzeichnis ab, was den Wähler dazu berechtigt, seinen zusammengefalteten Stimmzettel in die Wahlurne zu werfen.
Der Wahlvorstand kann die Wahlbenachrichtigung schon bei Ausgabe des Stimmzettels oder erst beim Einwurf in die Urne kontrollieren.
In Deutschland finden Wahlen in der Regel sonntags zwischen 8:00 und 18:00 Uhr (Öffnung und Schließung des Wahllokals) statt. Die Wahllokale werden meistens in öffentlichen Gebäuden wie Schulen, Sporthallen, Rathäusern eingerichtet. Möchte ein Wähler in einem anderen als dem auf der Wahlbenachrichtigungskarte vorgesehenen Wahlbezirk wählen, kann er sich zu diesem Zweck bei seiner Kommunalverwaltung einen Wahlschein ausstellen lassen. Möchte der wahlberechtigte Bürger nicht persönlich im Wahllokal wählen (z. B. bei Abwesenheit oder Krankheit), so kann er seine Stimmen per Briefwahl abgeben, die nach Erhalt der Wahlberechtigung beantragt werden kann. In vielen Kommunen ist eine elektronische Beantragung der Briefwahlunterlagen möglich.

### Sonderfälle
In manchen Wahlgebieten werden Sonderwahlbezirke oder bewegliche Wahlvorstände mit „wandernden Wahlurnen“, etwa für Justizvollzugsanstalten, größere Senioren- und Pflegeheime, Krankenhäuser oder Klöster gebildet. Diese Sonderwahlbezirke müssen wie alle Wahlbezirke von der Gemeindebehörde (Wahlamt, Wahlbehörde) festgelegt werden. Allgemein werden Sonderwahlbezirke in Fällen angelegt, in denen es den Wahlberechtigten aus rechtlichen oder physischen Gründen nicht möglich ist, ein ordentliches Wahllokal aufzusuchen.

## Nach der Wahl

### Wahlauswertung
Nach Schließung der Wahllokale werden in jedem Wahllokal (einschließlich der Sonderwahlbezirke und der Briefwahlbezirke) die Stimmen ausgezählt und das Ergebnis dem Kreiswahlleiter gemeldet, der das Wahlkreisergebnis mit dem Gewinner des Direktmandats feststellt und dieses an den Landeswahlleiter meldet. Dieser stellt das Landesergebnis fest und meldet es an den Bundeswahlleiter, der die Landesergebnisse vereint, die Gewinner der Direktmandate in den 299 Wahlkreisen bekannt gibt und die Verteilung der Mandate auf die Parteien. Hierbei kam bis einschließlich 1983 das Sitzzuteilungsverfahren nach D’Hondt zum Einsatz. Dieses große Parteien und – bei der parteiinternen Verteilung auf die Bundesländer – große Landeslisten bevorzugende Verfahren wurde durch das neutrale Hare/Niemeyer-Verfahren abgelöst. Dieses wird seit der Bundestagswahl 2009 durch das ebenfalls neutrale Verfahren nach Sainte-Laguë/Schepers ersetzt, welches einige mögliche Paradoxien des Hare/Niemeyer-Verfahrens beseitigt.

### Koalitionsverhandlungen und Regierungsbildung
Kann eine Partei nicht allein die absolute Mehrheit im Bundestag auf sich vereinigen, muss sie entweder eine Koalition bilden oder eine Minderheitsregierung wagen, wenn sie sich an der Regierung beteiligen will. In den der Bildung einer der beiden Möglichkeiten vorausgehenden Verhandlungen wird neben den sachlichen Zielen der Regierungszusammenarbeit auch die personelle Zusammensetzung der Bundesregierung in einem Koalitionsvertrag festgelegt. In der Regel wird erst nach Abschluss einer Koalitionsvereinbarung der Bundeskanzler in geheimer Wahl gewählt. Meistens kommt der Stellvertreter des Bundeskanzlers aus einer der kleineren Koalitionsparteien.

## Kosten
Der Bund erstattet den Ländern für deren Gemeinden gemäß § 50 BWahlG die Kosten für die Versendung der Wahlbenachrichtigungskarten und der Briefwahlunterlagen sowie die Erfrischungsgelder für die ca. 630.000 ehrenamtlichen Helfer in Höhe von je 25 Euro (§ 10 Abs. 2 BWO). Dazu kommt eine Pauschale bis zu einer Höhe von 0,70 Euro je Wahlberechtigten für die weiteren Kosten der Gemeinden – etwa für das Anmieten, Herrichten und Reinigen der Wahllokale – sowie die Kosten für die Herstellung der Stimmzettelschablonen, die den Blindenvereinen erstattet werden. Die Erstattung der Kosten betrug so für die Bundestagswahl 2005 insgesamt fast 63 Millionen Euro.
Einzelbewerber erhalten eine Wahlkampfkostenerstattung von 2,80 Euro je Stimme, sofern sie mindestens 10 % der gültigen Erststimmen im Wahlkreis bekommen haben (§ 49b BWahlG).
Die Parteien erhalten keine Wahlkampfkosten erstattet, aber eine staatliche Teilfinanzierung, die u. a. von den erzielten Zweitstimmen bei der Bundestagswahl abhängt. Da die Mittel gedeckelt sind, spielt die Wahlbeteiligung jedoch bei den Kosten praktisch keine Rolle.

## Kritik am Wahlsystem
In der Politikwissenschaft ist die Bewertung des Wahlsystems umstritten. Der Politikwissenschaftler Dieter Nohlen ist der Auffassung, die personalisierte Verhältniswahl habe sich bewährt, da sie die gewünschten Zielfunktionen Repräsentation, Konzentration und Partizipation erreiche. Kritik kommt zum einen von Verfechtern der Verhältniswahl, die Abweichungen vom exakten Proporz als bedenklich bezeichnen und die Repräsentationsfunktion daher nur bedingt als erfüllt ansehen, zum anderen von Verfechtern der Mehrheitswahl, die bemängeln, dass die personalisierte Verhältniswahl zu fragmentierten Parteiensystemen führt, in denen die Regierungsbildungen üblicherweise nicht eindeutig aus den Wahlergebnissen hervorgehen.
Weiter wird die Komplexität des Wahlsystems häufig kritisiert. Selbst wenn man das Zusammenspiel an Repräsentation und Konzentration als Kompromiss akzeptiert, so ist zu monieren, dass die Effekte weniger aus dem komplexen Zusammenspiel von Erst- und Zweitstimme resultierten, sondern vielmehr aus anderen Faktoren wie der Fünf-Prozent-Sperrklausel. Ein einfacheres Wahlsystem – z. B. ein Verhältniswahlsystem mit zusätzlicher Sperrklausel – könnte die Repräsentations- und die Konzentrationsfunktion genauso gut erfüllen, ist dabei aber verständlicher und ist nicht mit dem Problem von Überhangmandaten und negativem Stimmengewicht befasst.

## Ergebnisse
Angabe in Prozent der gültigen Zweitstimmen (außer 1949, als es nur eine Stimme gab). Ergebnisse von Parteien, die nicht in den Bundestag einzogen, sind kursiv geschrieben.

## Ergebnis Stimmenanteile
| Wahltag       | Wahl- betei- ligung | CDU/CSU          | SPD  | FDP  | Grüne 1 | Linke 2 | AfD  | DP      | GB/ BHE 3 | Sonstige 4                                                                              |
| ------------- | ------------------- | ---------------- | ---- | ---- | ------- | ------- | ---- | ------- | --------- | --------------------------------------------------------------------------------------- |
| 14. Aug. 1949 | 78,5                | 31,0 (25,2/5,8)  | 29,2 | 11,9 | —       | —       | —    | 4,0     | —         | KPD 5,7; BP 4,2; Z 3,1; WAV 2,9; DKP-DRP 1,8; SSW 0,3; unabhängige Einzelkandidaten 4,8 |
| 6. Sep. 1953  | 86,0                | 45,2 (36,4/8,8)  | 28,8 | 09,5 | —       | —       | —    | 3,3     | 5,9       | KPD 2,2; BP 1,7; GVP 1,2; DRP 1,1; Z 0,8                                                |
| 15. Sep. 1957 | 87,8                | 50,2 (39,7/10,5) | 31,8 | 07,7 | —       | —       | —    | 3,4     | 4,6       | DRP 1,0                                                                                 |
| 17. Sep. 1961 | 87,7                | 45,3 (35,8/9,6)  | 36,2 | 12,8 | —       | —       | —    | GDP 2,8 | GDP 2,8   | DFU 1,9                                                                                 |
| 19. Sep. 1965 | 86,8                | 47,6 (38,0/9,6)  | 39,3 | 09,5 | —       | —       | —    | —       | a         | NPD 2,0; DFU 1,3                                                                        |
| 28. Sep. 1969 | 86,7                | 46,1 (36,6/9,5)  | 42,7 | 05,8 | —       | —       | —    | —       | GPD 0,1   | NPD 4,3                                                                                 |
| 19. Nov. 1972 | 91,1                | 44,9 (35,2/9,7)  | 45,8 | 08,4 | —       | —       | —    | —       | —         |                                                                                         |
| 3. Okt. 1976  | 90,7                | 48,6 (38,0/10,6) | 42,6 | 07,9 | b       | —       | —    | —       | —         |                                                                                         |
| 5. Okt. 1980  | 88,6                | 44,5 (34,2/10,3) | 42,9 | 10,6 | 01,5    | —       | —    | —       | —         |                                                                                         |
| 6. März 1983  | 89,1                | 48,8 (38,2/10,6) | 38,2 | 07,0 | 05,6    | —       | —    | —       | —         |                                                                                         |
| 25. Jan. 1987 | 84,3                | 44,3 (34,5/9,8)  | 37,0 | 09,1 | 08,3    | —       | —    | —       | —         |                                                                                         |
| 2. Dez. 1990  | 77,8                | 43,8 (36,7/7,1)  | 33,5 | 11,0 | 05,1    | 02,4    | —    | —       | —         | REP 2,1                                                                                 |
| 16. Okt. 1994 | 79,0                | 41,4 (34,2/7,3)  | 36,4 | 06,9 | 07,3    | 04,4    | —    | —       | —         | REP 1,9                                                                                 |
| 27. Sep. 1998 | 82,2                | 35,1 (28,4/6,7)  | 40,9 | 06,2 | 06,7    | 05,1    | —    | —       | —         | REP 1,8; DVU 1,2                                                                        |
| 22. Sep. 2002 | 79,1                | 38,5 (29,5/9,0)  | 38,5 | 07,4 | 08,6    | 04,0    | —    | —       | —         |                                                                                         |
| 18. Sep. 2005 | 77,7                | 35,2 (27,8/7,4)  | 34,2 | 09,8 | 08,1    | 08,7    | —    | —       | —         | NPD 1,6                                                                                 |
| 27. Sep. 2009 | 70,9                | 33,8 (27,3/6,5)  | 23,0 | 14,6 | 10,7    | 11,9    | —    | —       | —         | Piraten 2,0; NPD 1,5                                                                    |
| 22. Sep. 2013 | 71,5                | 41,5 (34,1/7,4)  | 25,7 | 04,8 | 08,4    | 08,6    | 04,7 | —       | —         | Piraten 2,2; NPD 1,3                                                                    |
| 24. Sep. 2017 | 76,2                | 32,9 (26,8/6,2)  | 20,5 | 10,7 | 08,9    | 09,2    | 12,6 | —       | —         |                                                                                         |
| 26. Sep. 2021 | 76,6                | 24,1 (19,0/5,2)  | 25,7 | 11,5 | 14,8    | 04,9    | 10,3 | —       | —         | FW 2,4; Tierschutzp. 1,5; Basis 1,4; SSW 0,1                                            |
| 23. Feb. 2025 | 82,5                | 28,5 (22,6/6,0)  | 16,4 | 04,3 | 11,6    | 08,8    | 20,8 | —       | —         | BSW 4,97; FW 1,5; SSW 0,2                                                               |

## Ergebnis Mandate
| Wahltag       | Man- date | CDU/ CSU | SPD | FDP | Grüne | PDS/ Linke | AfD | DP | Z  | SSW | Sonstige                                       |
| ------------- | --------- | -------- | --- | --- | ----- | ---------- | --- | -- | -- | --- | ---------------------------------------------- |
| 14. Aug. 1949 | 402       | 139      | 131 | 52  | —     | —          | —   | 17 | 10 | 1   | KPD 15; BP 17; WAV 12; DKP-DRP 5; Parteilose 3 |
| 6. Sep. 1953  | 487       | 243      | 151 | 48  | —     | —          | —   | 15 | 03 | —   | GB/BHE 27                                      |
| 15. Sep. 1957 | 497       | 270      | 169 | 41  | —     | —          | —   | 17 | —  | —   |                                                |
| 17. Sep. 1961 | 499       | 242      | 190 | 67  | —     | —          | —   | —  | —  | —   |                                                |
| 19. Sep. 1965 | 496       | 245      | 202 | 49  | —     | —          | —   | —  | —  | —   |                                                |
| 28. Sep. 1969 | 496       | 242      | 224 | 30  | —     | —          | —   | —  | —  | —   |                                                |
| 19. Nov. 1972 | 496       | 225      | 230 | 41  | —     | —          | —   | —  | —  | —   |                                                |
| 3. Okt. 1976  | 496       | 243      | 214 | 39  | —     | —          | —   | —  | —  | —   |                                                |
| 5. Okt. 1980  | 497       | 226      | 218 | 53  | —     | —          | —   | —  | —  | —   |                                                |
| 6. März 1983  | 498       | 244      | 193 | 34  | 027   | —          | —   | —  | —  | —   |                                                |
| 25. Jan. 1987 | 497       | 223      | 186 | 46  | 042   | —          | —   | —  | —  | —   |                                                |
| 2. Dez. 1990  | 662       | 319      | 239 | 79  | 008   | 17         | —   | —  | —  | —   |                                                |
| 16. Okt. 1994 | 672       | 294      | 252 | 47  | 049   | 30         | —   | —  | —  | —   |                                                |
| 27. Sep. 1998 | 669       | 245      | 298 | 43  | 047   | 36         | —   | —  | —  | —   |                                                |
| 22. Sep. 2002 | 603       | 248      | 251 | 47  | 055   | 02         | —   | —  | —  | —   |                                                |
| 18. Sep. 2005 | 614       | 226      | 222 | 61  | 051   | 54         | —   | —  | —  | —   |                                                |
| 27. Sep. 2009 | 622       | 239      | 146 | 93  | 068   | 76         | —   | —  | —  | —   |                                                |
| 22. Sep. 2013 | 631       | 311      | 193 | —   | 063   | 64         | —   | —  | —  | —   |                                                |
| 24. Sep. 2017 | 709       | 246      | 153 | 80  | 067   | 69         | 094 | —  | —  | —   |                                                |
| 26. Sep. 2021 | 736       | 197      | 206 | 92  | 118   | 39         | 083 | —  | —  | 1   |                                                |
| 23. Feb. 2025 | 630       | 208      | 120 | —   | 085   | 64         | 152 | —  | —  | 1   |                                                |

## Rechtliche Änderungen in der Vergangenheit

### Wahltermin
Die ursprüngliche Festlegung für den Wahltermin lautete:
(1) Der Bundestag wird auf vier Jahre gewählt. Seine Wahlperiode endet vier Jahre nach dem ersten Zusammentritt oder mit seiner Auflösung. Die Neuwahl findet im letzten Vierteljahr der Wahlperiode statt, im Falle einer Auflösung spätestens nach sechzig Tagen.
(2) Der Bundestag tritt spätestens am dreißigsten Tage nach der Wahl, jedoch nicht vor dem Ende der Wahlperiode des letzten Bundestages zusammen.
Durch das 33. Gesetz zur Änderung des Grundgesetzes (Art. 29 und Art. 39 GG) vom 23. August 1976 (BGBl. I S. 2381), das erstmals Anwendung auf die Bundestagswahl 1980 fand, wurden die einschlägigen Absätze neu gefasst:
(1) Der Bundestag wird auf vier Jahre gewählt. Seine Wahlperiode endet mit dem Zusammentritt eines neuen Bundestages. Die Neuwahl findet frühestens fünfundvierzig, spätestens siebenundvierzig Monate nach Beginn der Wahlperiode statt. Im Falle einer Auflösung des Bundestages findet die Neuwahl innerhalb von sechzig Tagen statt.
(2) Der Bundestag tritt spätestens am dreißigsten Tage nach der Wahl zusammen.
Die letzte Änderung erfolgte mit dem Gesetz zur Änderung des Grundgesetzes (Art. 39 GG) vom 16. Juli 1998 (BGBl. I S. 1822), das erstmals zur Bundestagswahl 2002 Anwendung fand.

### Parlamentserweiterungen während laufender Legislaturperioden

#### 1952
Eine erste Erweiterung des Parlaments, die aber ohne Auswirkung auf die Anzahl der stimmberechtigten Bundestagsabgeordneten blieb, fand am 1. Februar 1952 statt. Durch Erhöhung der Anzahl der West-Berliner Bundestagsabgeordneten von acht auf 19 erhöhte sich die Gesamtanzahl der Bundestagssitze von 410 auf 421 – die Anzahl der stimmberechtigten Parlamentarier blieb unverändert bei 402.

#### 1957
Aufgrund des Beitrittes des Saarlands kamen ab 4. Januar 1957 zehn weitere Abgeordnete hinzu, die zuvor vom Landtag des Saarlandes bestimmt worden waren. Damit erhöhte sich die Anzahl der voll stimmberechtigten Bundestagsabgeordneten von 487 auf 497. Von diesen zehn Abgeordneten gehörten anfangs je drei der CDU und der DPS an sowie je zwei der SPD und der CVP.

#### 1990 I
Aufgrund des Wiedervereinigungsprozesses bekamen ab 8. Juni 1990 die 22 West-Berliner Bundestagsabgeordneten (CDU 11, SPD 7, FDP 2, AL 2) das volle Stimmrecht, wodurch sich die Anzahl der stimmberechtigten Abgeordneten des Bundestages von 497 auf 519 erhöhte.

#### 1990 II
Am 3. Oktober 1990 zogen 144 Parlamentarier aus der ehemaligen DDR in den Bundestag ein; sie waren zuvor von der DDR-Volkskammer bestimmt worden. Die Anzahl der (voll stimmberechtigten) Bundestagsabgeordneten erhöhte sich dadurch von 519 auf 663. Von den 144 von der Volkskammer bestimmten Abgeordneten gehörten 63 der CDU an, acht der DSU, 33 der SPD, neun der FDP, 24 der PDS und sieben dem Bündnis 90/Grüne (Ost) (inklusive der Grünen Partei in der DDR).

### Durch Gerichtsentscheidungen hervorgerufene Wahlrechtsänderungen
Nachdem das Bundesverfassungsgericht zunächst am 3. Juli 2008 und – nach einer ersten Änderung durch die Regierungskoalition aus CDU/CSU und FDP im Jahre 2011 – erneut am 25. Juli 2012 maßgebliche Teile des Bundeswahlgesetzes (genauer: den Mechanismus der Sitzzuteilung bzw. der Umrechnung von Stimmen in Sitze in § 6 BWahlG) für verfassungswidrig erklärt hatte, einigten sich im Oktober 2012 die Fraktionen von Union, SPD, FDP und Grünen auf eine Änderung des Bundeswahlgesetzes, die die Einführung von Ausgleichsmandaten beinhaltet. Abhängig von der Zahl der Überhangmandate und verschieden hohen Wahlbeteiligungen auf Länderebene kann sich damit die Zahl der Sitze insgesamt erheblich erhöhen. Die Änderung trat am 9. Mai 2013 in Kraft. Auch das Wahlrecht für Auslandsdeutsche wurde ab dem 3. Mai 2012 neu geregelt, nachdem das Bundesverfassungsgericht die seit 2008 geltende Regelung für verfassungswidrig erklärt hatte.